# Zbór Kościoła Adwentystów Dnia Siódmego w Sanoku
Zbór Kościoła Adwentystów Dnia Siódmego w Sanoku – zbór adwentystyczny w Sanoku, należący do okręgu wschodniego diecezji południowej Kościoła Adwentystów Dnia Siódmego w RP.
Pastorem zboru jest Andrzej Wierzchowski.